# Peter Kürten
Peter Kürten, kallad "Vampyren från Düsseldorf", född 26 maj 1883 i Mülheim, Köln, död 2 juli 1932 i Köln, var en tysk mördare som avrättades med giljotin.
Kürten begick en mängd sexbrott, överfall och mord på både barn och vuxna, framförallt under 1929, men sina första mord begick han enligt egen utsago redan 1913.
Fritz Langs film M (1931), som blev ett genombrott för Peter Lorre, bygger på dessa händelser.
Kurten drack offrens blod. Hans sista citat innan avrättningen löd "Säg mig. Efter att mitt huvud har blivit avhugget, kommer jag fortfarande att kunna höra, om bara för en stund, ljudet av mitt eget blod som svämmar ur min hals? Det skulle vara en njutning som överträffar alla njutningar."